# إشفاق أحمد (لاعب كرة قدم)
إشفاق أحمد (بالإنجليزية: Ishfaq Ahmed)‏ هو لاعب كرة قدم هندي في مركز نصف الجناح، ولد في 17 مارس 1983 في سري نكر في الهند. شارك مع منتخب الهند لكرة القدم. أما مع النوادي، فقد لعب مع نادي إيست بنغال ونادي بونه ونادي ديمبو ونادي سالغاوكار ونادي كيرلا بلاستيرز ونادي محمدان ونادي مومباي لكرة القدم ونادي موهون باغان.

## وصلات خارجية
- إشفاق أحمد (لاعب كرة قدم) على موقع قاعدة بيانات كرة القدم.إي يو (الإنجليزية)
- إشفاق أحمد (لاعب كرة قدم) على موقع Soccerway.com (الإنجليزية)